# أسراني
أسراني هو مخرج وممثل هندي (وحمل سابقاً جنسية الراج البريطاني)، ولد في 1941 بجايبور في الهند. من الجوائز التي نالها جوائز فيلم فير.

## أعمال

### أفلام
- (1985) تيري ميهربانيان
- (2007) المتاهة

## جوائز
- جوائز فيلم فير

## وصلات خارجية
- أسراني على موقع IMDb (الإنجليزية)
- أسراني على موقع ألو سيني (الفرنسية)
- أسراني على موقع أول موفي (الإنجليزية)
- أسراني على موقع قاعدة بيانات الفيلم (الإنجليزية)
- أسراني على موقع كينوبويسك (الروسية)